# Regnitzlosau
Regnitzlosau este o comună din landul Bavaria, Germania.